# Georges Phelut
Pour les articles homonymes, voir Phelut.
Le colonel Georges Phelut, né le 10 janvier 1935 à Clermont-Ferrand, Puy-de-Dôme et mort le 18 mars 1981 à Martincourt, Meurthe-et-Moselle, est un officier de l'Armée de l'air et un pilote de chasse français.

## Carrière
- 10 janvier 1935, naissance à Clermont-Ferrand.

- 1948 : entrée dès l'âge de treize ans aux enfants de troupe.

- 1956 : admission à l'École de l'Air de Salon-de-Provence.

- 1959 : prend part aux opérations de maintien de l'ordre en Algérie.

- 1960-1973, affectations au 2/7 Nice à Bizerte puis à Metz. Viennent ensuite, l'Escadron de chasse 2/8 à Cazaux et le 2/2 Côte d'Or à Dijon.

- 1974 : prend le commandement de la 10e Escadre de chasse à Creil.

- 1976-1980. Après son passage à l'École supérieure de guerre aérienne, il est affecté en État-major (Fatac puis Balard).

- 1980 : le 27 juin, est nommé à la tête de la base aérienne 136 de Toul-Rosières.

## Un sacrifice héroïque
Deux versions différentes se confrontent pour expliquer l'accident.
Une version : le 18 mars 1981, le colonel Phelut décolle avec un Jaguar aux réservoirs principaux vides[réf. nécessaire], comptant sur les nourrices de l'appareil qui sont de petits réservoirs additionnels permettant la mise en route des deux réacteurs et le roulage au sol.
Lors du décollage qui s'effectue en post combustion, le colonel omet d'activer les pompes de transfert vers les réservoirs principaux du Jaguar[réf. nécessaire]. Les pannes s'affichent alors au tableau de bord (« allumage du sapin »). Malgré l'injonction d'éjection lancée par la tour de contrôle (tandis qu'il annonçait les pannes), il a continué à décoller.
Le Jaguar, après l'extinction des deux réacteurs faute de carburant, s'est écrasé à Martincourt en bout de piste. L'appareil n'a pu être ni maitrisé ni contrôlé. Son pilote s'éjecte à l'impact mais est tué sur le coup, le parachute ne s'étant pas déployé en début de phase d'éjection.[réf. souhaitée]
Autre version : le 18 mars 1981, en début d'après-midi, le colonel Phelut décolle de Toul à bord d'un Jaguar de la 11e Escadre de chasse, afin d'effectuer un vol d'entraînement. À 13 heures 30, un souci mécanique[réf. nécessaire] survient alors qu'il survole les alentours de Martincourt et l'avion devient presque incontrôlable.
Le colonel parvient à maîtriser l'appareil suffisamment longtemps pour éviter une catastrophe car l'avion risquait de s'écraser au beau milieu du village. Malheureusement le délai qu'il consacre à détourner la trajectoire du Jaguar lui fait défaut pour sa propre sécurité et il n'a pas suffisamment de temps (il n'est plus assez haut dans le ciel) pour que son parachute s'ouvre après l'éjection.
Le colonel Phelut totalisait à sa mort 3 364 heures de vol dont 2 803 sur avion à réaction et 120 en missions de guerre. Il est inhumé le samedi 21 mars 1981 au cimetière de Randan, dans le Puy-de-Dôme.
Le président de la République Valéry Giscard d'Estaing saluera ce sacrifice héroïque.
Le 7 octobre 1988, en hommage à son ancien commandant, la base aérienne 136 de Toul-Rosières se voit attribuer le nom du Colonel Georges Phelut, qu'elle conserve jusqu'à sa fermeture en 2004.